# Mário de Andrade
Mário de Andrade, celým jménem Mário Raul De Morais Andrade (9. říjen 1893, São Paulo – 25. února 1945, São Paulo) byl brazilský spisovatel, fotograf a básník, představitel modernismu.

## Život
Andade se narodil v São Paulo a žil tam prakticky celý život. Jako dítě uměl výborně zacházet s pianem a později studoval na Conservatório Dramático e Musical de São Paulo (konzervatoř hudby a dramatu São Paulo). V roce 1913 náhodně zemřel jeho čtrnáctiletý bratr během hraní fotbalu, Andrade opustil konzervatoř, aby mohl zůstat v Araraquara, kde jeho rodina měla farmu.